# 汶阳镇
汶阳镇，是中华人民共和国山東省泰安市肥城市下辖的一个乡镇级行政单位。

## 行政区划
汶阳镇下辖以下地区：
吴店村、东高余村、西高余村、西浊村、河岔口村、薛寨村、袁寨村、汪城宫村、武新村、明新村、张楼村、张城宫村、董城宫村、新集村、胡庄村、塔坊村、北庄村、李店村、浊北村、浊前村、浊东村、董庙村、郭店村、新刘村、马东史村、田东史村、康孟庄村、范武村、城南村、城东村、城西村、李楼村、宿楼村、囤庄村、沟西村、三娘庙村、贾南村、贾北村、北店村、宋孝门村、砖东村、砖舍村、西南庄村、姜华村、姜杭村、高杭村、张庙村、岗子村、许楼村、西徐村、李庄村、孙孝门村和张孝门村。

## 人口
2010年中国第六次人口普查时，汶阳镇共有人口73411人。共有家庭23098户，平均每户3.17人。14岁以下的少年儿童共11266人，占总人口15.34%；15-64岁人口共55621人，占总人口75.76%；65岁及以上的老年人共6524人，占总人口的8.886%。男性共计35679人，占总人口48.60%；女性共计37732人，占总人口51.39%。本地居住的人口中，拥有本地户籍的人口为72713人，占99.04%。